# Marathon (album Santany)
Marathon – dziesiąty album studyjny zespołu Santana wydany w 1979 r.

## Lista utworów
Opracowano na podstawie materiału źródłowego.
| 1.  | "Marathon" (Santana)                                     | 1:28  |
|     |                                                          |       |
| 2.  | "Lightning in the Sky" (Santana, Solberg)                | 3:52  |
|     |                                                          |       |
| 3.  | "Aqua Marine" (Pasqua, Santana)                          | 5:35  |
|     |                                                          |       |
| 4.  | "You Know That I Love You" (Ligertwood, Pasqua, Santana) | 4:26  |
|     |                                                          |       |
| 5.  | "All I Ever Wanted" (Ligertwood, Santana, Solberg)       | 4:02  |
|     |                                                          |       |
| 6.  | "Stand Up" (Santana, Solberg)                            | 4:02  |
|     |                                                          |       |
| 7.  | "Runnin'" (Margen)                                       | 1:39  |
|     |                                                          |       |
| 8.  | "Summer Lady" (Ligertwood, Pasqua, Solberg)              | 4:23  |
|     |                                                          |       |
| 9.  | "Love" (Santana, Solberg)                                | 3:22  |
|     |                                                          |       |
| 10. | "Stay (Beside Me)" (Santana)                             | 3:50  |
|     |                                                          |       |
| 11. | "Hard Times" (Ligertwood, Margen, Pasqua)                | 3:57  |
|     |                                                          |       |
|     |                                                          | 40:36 |
|     |                                                          |       |

## Informacje
Opracowano na podstawie materiału źródłowego.
- Carlos Santana – gitara, wokal
- David Margen – gitara basowa
- Chris Solberg – gitara
- Alan Pasqua – instrumenty klawiszowe
- Alex Ligertwood – wokal
- Armando Peraza – instrumenty perkusyjne

## Notowania
| Lista           | Kraj              | Pozycja |
| --------------- | ----------------- | ------- |
| Billboard 200   | Stany Zjednoczone | 25      |
| ARIA Charts     | Australia         | 9       |
| UK Albums Chart | Wielka Brytania   | 28      |